# Ley de instrucción secundaria y superior de 1879
La Ley de instrucción secundaria y superior se dictó el 9 de enero de 1879 en Chile, fue aprobada por el congreso nacional y promulgada el 13 de enero de 1897 en el diario oficial. Esta normativa regularizó y organizó la educación secundaria y superior, implantó la gratuidad en ésta y otorgó recursos del estado para subvencionar establecimientos que las impartieran. También instauró el Estado docente en el país, orientado a impulsar y gestionar la educación, los contenidos gráficos y la formación de profesores. De esta manera se intensificaron dos pilares: la gratuidad de todos los grados de educación y la existencia de una superintendencia de la educación secundaria y superior. 
Fue firmada por el presidente de la república Aníbal Pinto y su ministro Joaquín Blest, y estuvo vigente hasta el año 1931.

## Historia

### Antecedentes
Previamente a la promulgación de la Ley de instrucción secundaria y superior de 1879, la ley que regulaba la educación en el país era la ley orgánica de 1842. Con los años, la idea de reformar esta regulación comenzó a hacerse patente en el país, así, en 1872 se extendió la preocupación por el nombramiento de las autoridades universitarias y de los rectores del Instituto Nacional y de los liceos del Estado que se estaban viendo perjudicados por la inestabilidad de la política
La cuestión educativa generó puntos de vista divergentes entre los diferentes sectores políticos del país. A raíz de las decisiones sobre la libertad de enseñanza decretadas por el Ministro de Justicia e instrucción pública, Abdón Cifuentes en 1872, surgió una querella ideológica en torno al estado docente. Por un lado estaba el sector conservador vinculado a la Iglesia católica y por el otro los liberales, con una inclinación laica favorecedora del estado docente. 
Como consecuencia de este debate, en el parlamento se llegó a dos valiosos acuerdos:
1 .La Universidad de Chile debía permanecer con sus trabajos ordinarios de vigilancia a la educación.

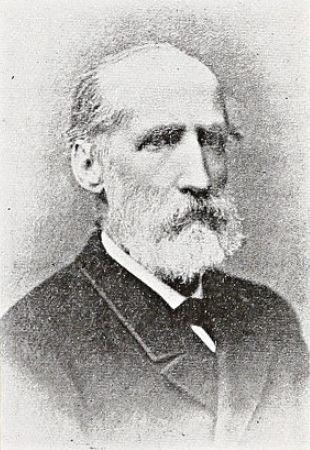
Miguel Luis Amunategui, principal impulsor de la Ley de instrucción secundaria y superior en Chile.

2. Se consideró indispensable el análisis de una reforma a la ley de instrucción de 1842
La llegada al ministerio de Miguel Luis Amunategui, quien sirvió a la instrucción pública entre los años 1876 y 1879, reforzó este proceso de transición con medidas destinadas al mejoramiento de la educación, resaltando aquellas enfocadas en la educación de los jóvenes. Al respecto, impulsó en Santiago y alrededores de Valparaiso talleres para enseñar costura y bordado, enfocados en las mujeres, además, dictaminó el decreto que propició la participación de las mujeres en la educación superior, el 6 de febrero de 1877.

## Promulgación
Pese a que Miguel Luis Amunátegui fue el mayor impulsor de la ley de instrucción secundaria y superior, fue su sucesor  Joaquín Blest Gana quien la firmó. 
La Ley se dictó el 9 de enero de 1879,  fue promulgada en el diario oficial el 13 de enero de 1897 y estuvo en vigor hasta 1931. En su primer artículo estableció que sería el Estado a través de fondos nacionales la entidad sostenedora de los establecimientos de enseñanza destinados a: 
- La instrucción secundaria: estableciéndose al menos un establecimiento en cada provincia.

- La instrucción especial, teórica y práctica: encargada de  preparar al desempeño de cargos públicos y para los trabajos y empresas de las industrias en general.

- La instrucción superior que requiere el ejercicio de las profesiones científicas y literarias.

- La instrucción científica y literaria superior general en todos sus ramos y al cultivo y adelantamiento de las ciencias, letras y artes”[5]

Su entrada en vigencia propició un desarrollo en el ámbito educativo, sobre todo en lo que referido a la educación secundaria, superior y la formación docente. Esta mejora se expresó, por ejemplo, en el aumento progresivo de la escolarización en el país. 

## Implicancias

### Implicancias en el rol del Estado
La ley determinó la gratuidad de la instrucción secundaria y la superior financiada por el estado, en la cual proporcionó el ingreso de los sectores medios, y se avanzó en la culturización de la nación, dejó la eventualidad de crear cursos elementales para la apertura de las humanidades. El gran aporte de esta ley a la profesión de docente fue la creación de una escala de sueldos que aumentaba por años de servicios, en la que cada seis años se daba un 40% más de remuneración, Se acordó que los salarios de los docentes de la enseñanza secundaria y superior serían acordes con cualquier empleo, lo que permitió compensar el reducido sueldo de los profesores.
En la enseñanza universitaria, la ley mejoró las escuelas profesionales y los servicios académicos. A lo largo de múltiples reglamentos siguientes, quedaría que la principal actividad de las facultades sería la docencia, por esto la universidad llegó a transformarse en un grupo de escuelas de tipo científico técnico preparatorio para la función docente.

### Implicancias en la Educación secundaria
En el gobierno de Jorge Montt(1891-1896) se establecieron los primeros liceos nacionales para niñas, según la ley de 1979 estos centros educacionales estaban en el círculo de la universidad, pero el gobierno ordenó que éstos dependieran directamente del ministro de instrucción ,basándose en esta ley.
La ley separó los liceos en primera y segunda categoría, en los cuales los primeros sostendrán seis años de humanidades y los segundos solamente los tres primeros. El programa de estudio sería elaborado por el consejo de instrucción pública, con la firma del presidente y previa preparación de la facultad de filosofía, en la cual se velaba por el bien de los liceos, planes, programas, exámenes y la aceptación de los textos en las que se utilizarían.

### Implicancia en la Educación Superior
Esta Ley de 1879 cambió al consejo de la universidad por los de instrucción pública en el cual proporcionó atribuciones propias e independientes. Éste se integró por el ministro de instrucción pública, el rector del instituto nacional, tres integrantes del gobierno y dos integrantes elegidos por la misma universidad. Además, trajo beneficios a la educación superior, en el caso del Rector y el consejo fueron otorgados con más poder administrativo en comparación al que se les asignaba en la ley de 1842. 
A las facultades se les entregó autonomía docente, pudiendo así elegir al magisterio de mayor eficiencia, trayendo consigo el progreso de la enseñanza. Se impuso que los docentes de instrucción superior tendrían completa libertad  de manifestar sus opiniones o doctrinas del ramo que enseñaban.

### Implicancia en lasasignaturas
Se conservó con la ley las cinco facultades que fueron: Teología, leyes y ciencias políticas, medicina y farmacia, ciencias física, matemáticas y filosofía, humanidades y bellas artes. La ley determinó los atributos de las facultades, entre los cuales destacan la elección de sus integrantes y empleados, la determinación de las pruebas intelectuales que se pedían a los que querían enseñar como profesores extraordinarios(que no pertenecían a la universidad), la mención de las comisiones que observarían a los establecimientos públicos, la indagación de los textos y trabajos científicos que se exponían, la entrega de información solicitada al Presidente de la república o al consejo, entre otras. Se llegó a ser útil la consideración de rector, secretario general y de los decanos como empleados superiores.
La facultad de filosofía se vio atareada tras la agregación de la sección de bellas artes, congregadas bajo el nombre de facultad de filosofía, humanidades y bellas artes. Con una escuela profesional dentro de ella, se abrió la oportunidad de expandirse en el campo del docente y en ellas otras escuelas, las que posteriormente serían el instituto pedagógico y el instituto de educación física y técnica. 
En los grados, la ley posibilitó que toda persona siguiera el curso que quisiera y que rindiera la evaluación correspondiente, en el grado de licenciado, podía solicitar de forma anticipada su dominio del grado de bachillerato de la misma facultad.

## Transformación en la educación
A raíz de esta ley la escolaridad en Chile quedó beneficiada de gran manera en formas monetarias, educacionales y sociales, y también dio paso a diferentes leyes como el decreto Amunátegui. Esta ley impulsó la escolaridad pública básica y media.
Transformó el sistema de organización universitario, fomentó la creación de talleres en beneficio de mujeres y jóvenes chilenos de la época, además fue detonante para que en los años posteriores nacieran liceos de niñas que estarían en el mismo círculo que la universidad .
Esta ley aprovechó de ampliar los métodos de enseñanza y diferentes aspectos de la educación como la literatura, la alfabetización, la escritura y potenció la creación de futuros funcionarios públicos en enseñanza superior.
La ley se vio fijada en 5 tipos de enseñanza: secundaria, especial, superior, científica y literaria, estas últimas dos concentradas en la enseñanza superior general, además de garantizar gratuidad la cual era financiada por el Estado (esta ley fue tomaba como salvavidas para muchos ya que los libraba de hacer la guardia nacional en caso de guerra).